# Epineuro
Se llama epineuro a la capa más externa de tejido conjuntivo fibroso y denso que envuelve un nervio. El epineuro agrupa varios fascículos para formar un tronco único cohesionado.

## División
El epineuro puede dividirse en dos porciones:
- Epineuro interno. Separa los fascículos de fibras nerviosas.
- Epineuro externo. Forma el recubrimiento superficial del nervio.

## Descripción
Está formado por tejido conectivo, tejido adiposo y pequeños vasos sanguíneos denominados vasa nervorum que proporcionan vascularización al nervio y le aportan oxígeno y nutrientes.

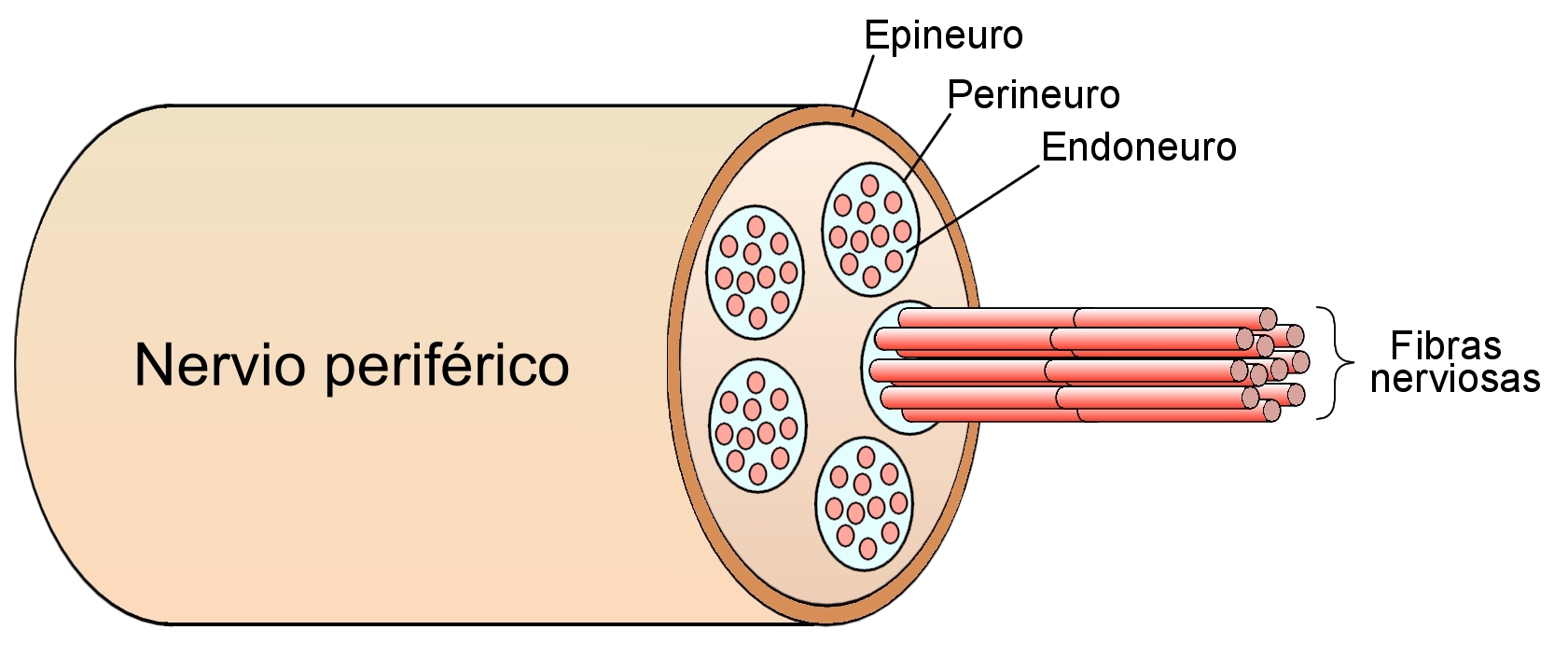
Esquema en el que se representa la sección de un nervio periférico. Son visibles el endoneuro, perineuro y epineuro.